# Аскания-Новая поселковая община
Аскания-Новая поселковая община (укр. Асканія-Нова селищна громада) — территориальная община в Каховском районе Херсонской области Украины. Создана в ходе административно-территориальной реформы в июле 2016 года на территории упразднённого Чаплинского района района путём объединения Маркеевского сельского совета и Аскания-Нового поселкового совета. На 2022 год община включает  2 села и 7 посёлков. Своё название община получила от названия административного центра, где размещены органы власти — посёлка Аскания-Нова. Население общины на 1 января 2019 года составляло 5 704 человека, площадь общины 330,6 км².

## Населённые пункты
В состав общины входят посёлок Аскания-Нова, сёла Хлебодаровка и Весёлое Второе, посёлки Ильинка, Камыш, Маркеев, Молочное, Новый Этап, Питомник.

## История общины
В 2017 году поселковый совет общины в рамках программы «Добре» USAID утвердил «Стратегию развития общины на 2017-2025 годы».
В июле 2020 года в состав общины вошли населённые пункты Хлебодаровского сельского совета. 17 июля 2020 года Чаплинский район в рамках административно-территориальной реформы был ликвидирован, и община вошла в состав укрупнённого Каховского района.
С марта 2022 года община находится под российской оккупацией в ходе вторжения России в Украину.